# Верноль
Верно́ль (фр. и окс. Vernols) — коммуна во Франции, находится в регионе Овернь. Департамент — Канталь. Входит в состав кантона Алланш. Округ коммуны — Сен-Флур.
Код INSEE коммуны — 15253.
Коммуна расположена приблизительно в 410 км к югу от Парижа, в 65 км южнее Клермон-Феррана, в 50 км к северо-востоку от Орийака.

## Население
Население коммуны на 2008 год составляло 69 человек.
| 1962 | 1968 | 1975 | 1982 | 1990 | 1999 | 2008 |
| ---- | ---- | ---- | ---- | ---- | ---- | ---- |
| 204  | 145  | 112  | 107  | 93   | 81   | 69   |

## Экономика

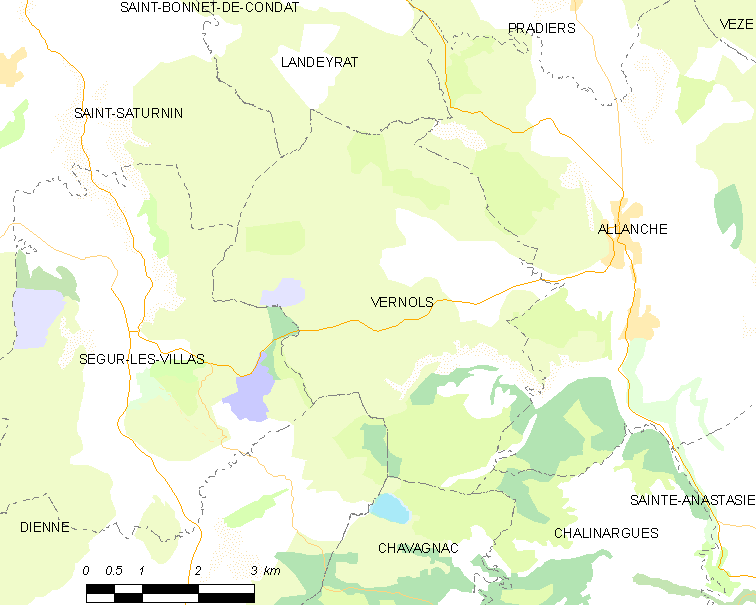
Карта коммуны

В 2007 году среди 49 человек в трудоспособном возрасте (15—64 лет) 38 были экономически активными, 11 — неактивными (показатель активности — 77,6 %, в 1999 году было 70,8 %). Из 38 активных работали 36 человек (22 мужчины и 14 женщин), безработных было 2 (1 мужчина и 1 женщина). Среди 11 неактивных 2 человека были учениками или студентами, 8 — пенсионерами, 1 был неактивным по другим причинам.

## Достопримечательности
- Церковь Св. Иоанна Крестителя (XV век). Памятник истории с 1987 года[3].